# Signore e signori
Signore e signori is een Italiaanse filmkomedie uit 1966 onder regie van Pietro Germi. Hij won met deze film de Gouden Palm op het Filmfestival van Cannes. De film werd destijds uitgebracht onder de titel Versieren op zijn Italiaans.

## Verhaal
In een klein dorpje in Veneto spelen zich verschillende liefdesverhalen af. Een man doet alsof hij impotent is om zijn affaire te verbergen. Een bankbediende verlaat zijn vrouw voor zijn maîtresse tot afgunst van de rest van het dorp. Alle mannen in het dorp trachten ook een tienermeisje te verleiden, totdat haar vader vertelt dat ze nog geen achttien is.

## Rolverdeling
| Acteur           | Personage          |
| ---------------- | ------------------ |
| Gastone Moschin  | Osvaldo            |
| Nora Ricci       | Gilda              |
| Virna Lisi       | Milena             |
| Alberto Lionello | Toni Gasparini     |
| Olga Villi       | Ippolita Gasparini |
| Gigi Ballista    | Giacinto           |
| Beba Loncar      | vrouw van Giacinto |
| Franco Fabrizi   | Benedetti          |
| Aldo Puglisi     | politieagent       |